# Дублин (город-графство)
Город-графство Дублин (англ. City of Dublin; ирл. Baile Átha Cliath) — административное графство на востоке Ирландии, фактически представляющее собой историческую часть Дублина. Входит в состав традиционного графства Дублин в провинции Ленстер. Население 506 тыс. человек (2006, перепись).

## География
Площадь территории 115 км².

## История
Город-графство Дублин как отдельная единица был образован в 1994 году в результате раздела исторического графства Дублин на четыре административных графства.